# Molineinae
Die Molineidae sind eine Unterfamilie der Fadenwürmer mit 416 Arten in 74 Gattungen.

## Merkmale
Die Mundkapsel ist zu einem einfachen Ring reduziert, ein Kopfbläschen ist vorhanden. Das Oberflächenmuster der Kutikula (Synlophe) ist beidseitig symmetrisch. Die Begattungstasche (Bursa copulatrix) der Männchen ist meist vom Typ 2-3. Die Weibchen haben, bis auf die Gattungen Ollulanus und Murielus, einen doppelten Uterus (didelphys). Das Hinterende oder der Stachel am Hinterende trägt mehrere Höcker.

## Gattungen
Zur Familie gehören folgende Gattungen:
- Angulocirrus Biocca & Le Roux, 1957
- Anoplostrongylus Boulenger, 1926
- Asymmetracantha Mawson, 1960
- Bakeria Moravec & Sey, 1986
- Biacantha Wolfgang, 1954
- Bradypostrongylus Price, 1928
- Brevigraphidium Freitas & Mendonça, 1960
- Brygoonema Durette-Desset & Chabaud, 1981
- Caenostrongylus Lent & Freitas, 1938
- Carostrongylus Durette-Desset & Vaucher, 1989
- Cheiropteronema Sandground, 1929
- Dollfusstrongylus Quentin, 1970
- Dromaeostrongylus Lubimow, 1933
- Filicapitis Travassos, 1949
- Fontesia Travassos, 1928
- Graphidiops Lent & Freitas, 1938
- Hadrostrongylus Lux Hoppe & do Nascimento, 2007
- Hepatojarakus Yeh, 1955
- Histiostrongylus Molin, 1861
- Hugotnema Durette-Desset & Chabaud, 1981
- Johnpearsonia Durette-Desset, Ben Slimane, Cassone, Barton & Chabaud, 1994
- Kentropyxia Baker, 1982
- Lamanema Becklund, 1963
- Maciela Travassos, 1935
- Mackerrastrongylus Mawson, 1960
- Macuahuitloides Jiménez, Peralta-Rodríguez, Caspeta-Mandujano & Ramírez-Díaz, 2014
- Moennigia Travassos, 1935
- Molineus Cameron, 1923
- Molinostrongylus Skarbilovitch, 1934
- Molostrongylus Durette-Desset & Vaucher, 1996
- Murielus Dikmans, 1939
- Nematodirella Yorke & Maplestone, 1926
- Nematodiroides Bernard, 1965
- Nematodirus Ransom, 1907
- Neohistiostrongylus Barus & Valle, 1967
- Nochtia Travassos & Vogelsang, 1929
- Nycteridostrongylus Baylis, 1930
- Ollulanus Leuckart, 1865
- Ortleppstrongylus Durette-Desset, 1970
- Oswaldocruzia Travassos, 1917
- Paragraphidium Freitas & Mendonca, 1960
- Parahistiostrongylus Pérez Vigueras, 1940
- Pithecostrongylus Lubimov, 1930
- Poekilostrongylus Schmidt & Whittaker, 1975
- Ragenema Slimane, Chabaud & Durette-Desset, 1996
- Rauschia Durette-Desset, 1979
- Schulzia Travassos, 1937
- Shattuckius Sandground, 1938
- Spinostrongylus Travassos, 1935
- Sprattellus Durette-Desset & Cassone, 1981
- Tachynema Durette-Desset & Cassone, 1983
- Tadaridanema Falcón-Ordaz, Guzmán-Cornejo, García-Prieto & Gardner, 2006
- Tasmanema Durette-Desset & Cassone, 1983
- Tenuostrongylus Leroux, 1933
- Tetrabothriostrongylus Mawson, 1960
- Torrestrongylus Vigueras, 1935
- Trichochenia Kou, 1958
- Trichohelix Ortlepp, 1922
- Tricholeiperia Travassos, 1935
- Trichoskrjabinia Travassos, 1937
- Trifurcata Schulz, 1926
- Tupaiostrongylus Dunn, 1963
- Typhlopsia Barus & Coy Otero, 1978
- Zaglonema Durette-Desset & Beveridge, 1981